# Chapada do Rodeador
A Chapada do Rodeador ou Chapada do Roncador é uma formação geológica brasileira, que fica na Serra do Sobradinho, na área de proteção ambiental (APA) da Cafuringa, que fica na região administrativa de Brazlândia.
O Pico do Rodeador ou Colina do Rodeador é o ponto culminante do Distrito Federal brasileiro, atingindo no topo os 1349 metros de altitude, onde se posicionam as antenas da Embratel. Pela proximidade da área urbana, é muito visitado por turistas em busca da bela paisagem do cume, num local turístico (turismo ambiental) chamado Chapada Imperial. O acesso é pela rodovia distrital DF-220.

## História
O Parque Nacional da Chapada do Rodeador, que está localizado entre regiões administrativas do Plano Piloto e de Brazlândia, foi inaugurado em 1979. Foi nessa mesma época que o local recebeu as antenas da Embratel, quando a Rádio Nacional de Brasília passou a operar com uma característica bastante peculiar: de manhã, ela era transmitida com cinquenta quilovates de potência pelo antigo transmissor localizado no Setor de Indústria e Abastecimento (SIA); à noite, o novo potente transmissor de seiscentos quilovates levava a programação da emissora para todo o país. Na mesma área opera também os transmissores da Rádio Nacional da Amazônia.
No fim de 2003, após uma longa disputa judicial pelas terras da chapada entre a União e os donos da Fazenda Rodeador, o governo federal venceu o litígio, tomando a posse das terras e passando a tutela delas para o Instituto Nacional de Colonização e Reforma Agrária (Incra). Em maio de 2004, a região foi incorporada ao Parque Nacional de Brasília, juntamente com outras fazendas desapropriadas pelo governo, como a Fazenda Palmas, fato que aumentou a área do parque de conservação do bioma cerrado em cinquenta por cento.

## Geografia

### Hidrografia
Os rios e córregos da região da Chapada do Rodeador pertencem à  bacia hidrográfica do Rio Descoberto. Este flui posteriormente na direção sul, onde entra na região de influência do remanso provocado pelo barramento do Lago Descoberto. Para o Lago contribuem os córregos Pulador e Olaria, que são próximos à região administrativa de Brazlândia (predominantemente agrícola), o Ribeirão Rodeador, o Capão Comprido e o Ribeirão das Pedras. Entre Rodeador e Capão Comprido, localiza-se a Colônia Alexandre Gusmão, responsável pela produção de quarenta por cento dos produtos hortifrutigranjeiros consumidos no Distrito Federal. A maioria dos produtores rurais que trabalham na colônia prepara os terrenos para o plantio sem os cuidados necessários, retirando mata ciliar dos percursos d'água e usando agrotóxicos no cultivo dos hortifrutigranjeiros várias vezes ao ano.

### Biodiversidade

#### Fauna

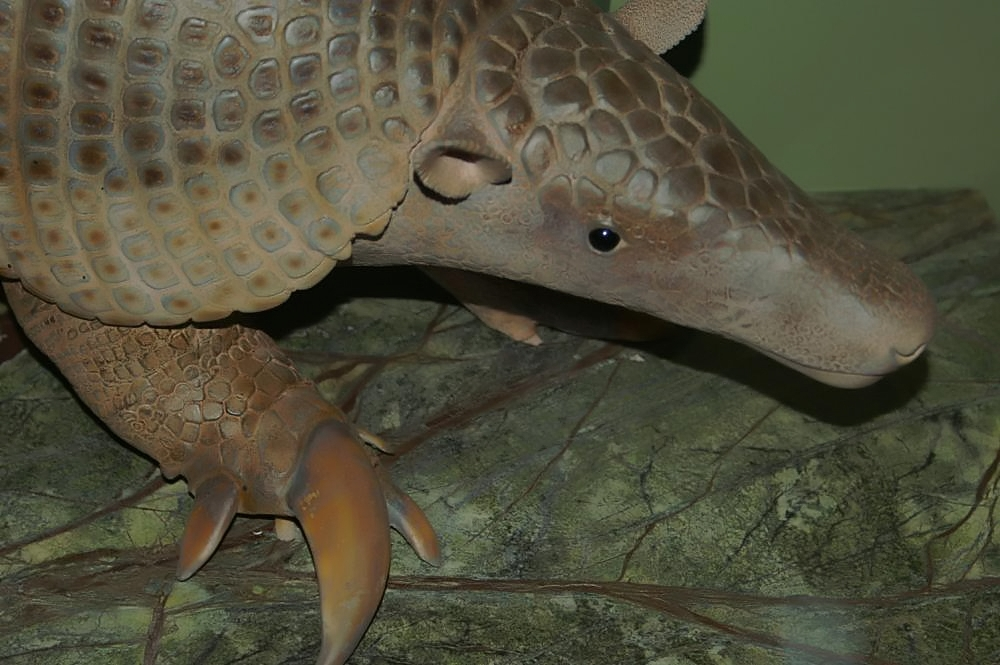
Tatu-canastra, espécie em extinção que pode ser encontrada na região da Chapada do Rodeador.

O local conta com uma fauna muita rica, onde é possível encontrar até mesmo espécies em extinção como o lobo-guará (Chrysocyon brachyurus), o veado-campeiro (Ozotocerus bezoarticus), o tamanduá-bandeira (Myrmecophafta tridactyla) e o tatu-canastra (Priodontes giganteus). De igual modo, em relação a sua avifauna, a região da Chapada do Rodeador possui exemplares de emas (Rhea americana), siriemas (Cariman cristata), tucanos-toco (Ramphastus toco) e antas (Topyrus terrestris).

#### Flora
O cerrado é o bioma predominante na região da Chapada do Rodeador. A vegetação ao redor das nascentes e riachos é do tipo campo cerrado, que consiste em matas de galeria. Essas áreas foram declaradas reservas naturais pela Organização das Nações Unidas para a Educação, a Ciência e a Cultura (UNESCO). As espécies de plantas relatadas no parque são a palmeira de buriti (M. flexuosa) e muitas espécies de Velloziaceae.

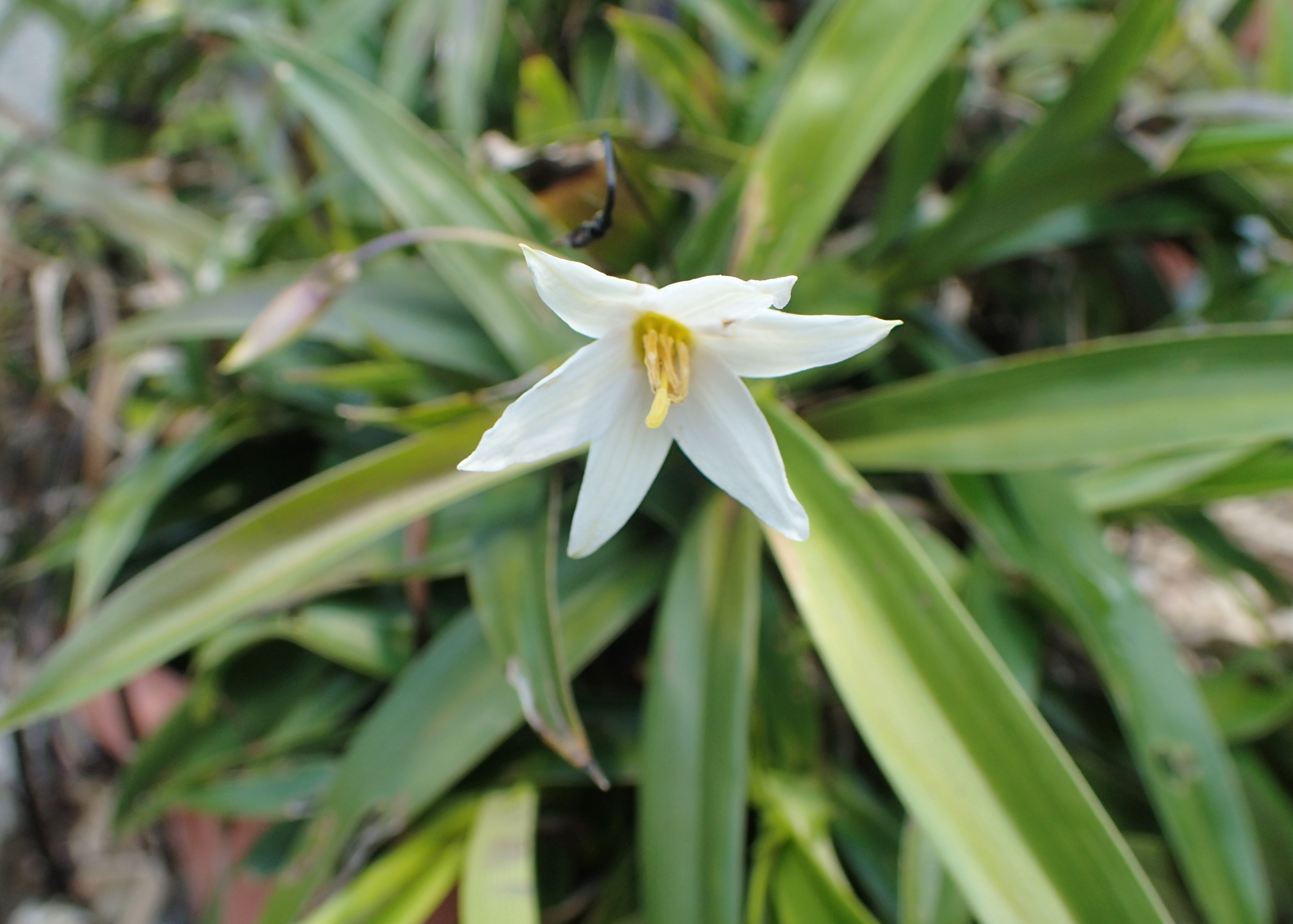
Espécie de Velloziaceae, flor comum na região da Chapada do Rodeador.

### Clima
De acordo com a classificação climática de Köppen-Geiger, o clima verificado na região da Chapada do Rodeador é o temperado e úmido de altitude (Cwhl). Sua temperatura média durante o mês mais quente é de 22°C; no mais frio, aproximadamente 18ºC. Os meses mais secos são agosto e setembro.